# Cerdale floridana
Cerdale floridana is een straalvinnige vissensoort uit de familie van wormvissen (Microdesmidae). De wetenschappelijke naam van de soort is voor het eerst geldig gepubliceerd in 1934 door Longley.